# Phaulomys andersoni
Phaulomys andersoni är en däggdjursart som först beskrevs av Thomas 1905.  Phaulomys andersoni ingår i släktet Phaulomys eller i släktet skogssorkar inom familjen hamsterartade gnagare. Inga underarter finns listade i Catalogue of Life.
Denna gnagare förekommer med flera från varandra skilda populationer på Honshu som tillhör Japan. Den vistas i kulliga områden minst 400 meter över havet och i höga bergstrakter. Habitatet varierar mellan skogar, buskskogar och ängar men levnadsområdet är vanligen klippig.
Arten blir 7,9 till 13,2 cm lång (huvud och bål), har en 4,0 till 7,9 cm lång svans och väger 11 till 60 g. Phaulomys andersoni har liksom gråsiding en rödbrun till ljusbrun ovansida samt en gråbrun undersida med inslag av gult. Unga exemplar har en mer gråaktig päls. Hos honor förekommer två par spenar vid bröstet och två par vid ljumsken. Artens molarer saknar rötter.
Födan utgörs bland annat av bark från unga träd eller buskar. Individerna är aktiva under natten. Efter 20 till 21 dagar dräktighet föder honor 2 till 6 ungar. Könsmognaden infaller efter cirka 60 dagar. Exemplar i fångenskap levde upp till tre år eller lite längre.